# Eriochrysis warmingiana
Eriochrysis warmingiana là một loài thực vật có hoa trong họ Hòa thảo. Loài này được (Hack.) Kuhlm. mô tả khoa học đầu tiên năm 1922.